# Юсупова, Любовь Витальевна
Любовь Витальевна Юсупова (род. 23 ноября 1988 года, Ханты-Мансийск, Тюменская область) — российская спортсменка, боксёр. 4-кратная чемпионка России по боксу, 4-кратная обладательница Кубка мира нефтяных стран по боксу, многократная призёрка международных турниров. Мастер спорта международного класса по боксу.

## Биография
Любовь (Пашина) Юсупова родилась в городе Ханты-Мансийск, Тюменской области. Боксом начала заниматься в 2004 году, её привел двоюродный брат в возрасте 13 лет. Первый тренер — Николай Киндер, именно он сыграл основную роль в карьере, сумел заинтересовать, а также тратил много времени, обучая навыкам бокса. Представляет Всероссийское физкультурно-спортивное общество «Динамо». Личным тренером с 2005 года является Самков Константин Владиславович. С 2021 года по настоящее время находиться в резервном составе сборной России по боксу.

## Награды и звания
- Была отмечена Памятной медалью и Грамотой Президента Российской Федерации за вклад и подготовку проведения XXII Олимпийских и Паралимпийских зимних Игр 2014 года в г. Сочи, является  факелоносцем Олимпийского огня[2].
- Лучший спортсмен Югры 2017 года[3].
- Победитель конкурса «Спортивная Элита города Ханты-Мансийска» в номинации лучший спортсмен года[4].
- Мастер спорта России по боксу[5]
- Мастер спорта международного класса по боксу[6]

## Спортивные достижения
- Кубок мира нефтяных стран по боксу 2014[7] — ;
- Кубок мира нефтяных стран по боксу 2015[8] — ;
- Кубок мира нефтяных стран по боксу 2017[9] — ;
- Кубок мира нефтяных стран по боксу 2018[10] — ;
- Кубок мира нефтяных стран по боксу 2021[11] — ;

Международный турнир по боксу класса AIBA «Кубок Улан-Батора» 2017 — ;
Международный турнир по боксу памяти М-С.И. Умаханова 2018 — ;
 Международные соревнования по боксу 2018 — ;
 Международные соревнования по боксу 2018 — ;
 Международные соревнования по боксу среди женщин 2019 — ;
- Чемпионат России по боксу 2014 — ;
- Чемпионат России по боксу 2015 — ;
- Чемпионат России по боксу 2016 — ;
- Чемпионат России по боксу 2017 — ;
- Чемпионат России по боксу 2018 — ;
- Чемпионат России по боксу 2019 — ;